# Liste de catastrophes naturelles en 2013

## Mai
- Tornade de 2013 à Moore, Oklahoma, États-Unis, EF4-EF5 tuant 24 personnes[1],[2].

## Novembre
- Le typhon Haiyan dont les vents atteignent 315 km/h dévaste les Philippines et une partie du Viêt Nam, faisant 6 202 morts, 28 626 blessés et 1 785 disparus[3],[4].